# Cantone di El Guarco
Il cantone di El Guarco è un cantone della Costa Rica facente parte della provincia di Cartago.

## Geografia antropica

### Suddivisioni amministrative
Il cantone  è suddiviso in 4 distretti:
- El Tejar
- Patio de Agua
- San Isidro
- Tobosi